# Camil Mmaee
Camil Mmaee (Anderlecht, 21 februari 2004) is een Marokkaans-Belgisch voetballer. Mmaee is geboren in België en is van Marokkaanse en Kameroense afkomst. Hij is de jongere broer van voetballers Jacky Mmaee, Samy Mmaee en Ryan Mmaee.

## Carrière
Mmaee maakte in 2013, net als zijn oudere broers, de overstap van de jeugdopleiding van KAA Gent naar die van Standard Luik. In augustus 2021 ondertekende hij er een profcontract. Op 2 maart 2022 maakte hij zijn profdebuut: in de competitiewedstrijd tegen Beerschot VA (1-0-winst) liet trainer Luka Elsner hem in de blessuretijd invallen voor Denis Drăguș.
Na één wedstrijd in het eerste van Standard vertrok hij naar Italië, waar hij aansloot in de jeugd van Bologna FC. Hij kwam hier niet tot een wedstrijd in het eerste, maar speelde zijn wedstrijden vooral bij de beloften.    
in januari 2024 maakte hij de overstap naar MVV Maastricht, dat uitkwam in de Eerste divisie. waar ook zijn broer Samy in het seizoen 2017/18 voor speelde. Hij debuteerde op 2 februari 2024 tegen Telstar (6-1). Hij kwam in de 75e minuut in de ploeg voor Dailon Livramento en gaf negen minuten later een assist op Bryan Smeets. Op 13 september 2024 maakte hij zijn eerste doelpunt, tegen FC Volendam (2-2). Mmaee werd op het einde van het seizoen 2024/25 clubtopscorer samen met Sven Braken met 11 goals in 29 wedstrijden.       

## Internationale carrière
Mmaee werd voor het eerst in 2020 opgeroepen voor het Marokkaanse nationale voetbalelftal onder 17. In 2022 is Mmaee opgeroepen voor het Marokkaanse nationale voetbalelftal onder 20.

## Clubstatistieken
| Seizoen         | Club            | Competitie      | Competitie | Competitie | Beker | Beker | Overig | Overig | Totaal | Totaal |
| Seizoen         | Club            | Competitie      | Wed.       | Dlp.       | Wed.  | Dlp.  | Wed.   | Dlp.   | Wed.   | Dlp.   |
| --------------- | --------------- | --------------- | ---------- | ---------- | ----- | ----- | ------ | ------ | ------ | ------ |
| 2021/22         | Standard Luik   | Pro League      | 1          | 0          | 0     | 0     | 0      | 0      | 1      | 0      |
| 2023/24         | MVV Maastricht  | Eerste divisie  | 13         | 0          | 0     | 0     | 0      | 0      | 13     | 0      |
| 2024/25         | MVV Maastricht  | Eerste divisie  | 29         | 11         | 1     | 0     | 0      | 0      | 30     | 1      |
| Carrière totaal | Carrière totaal | Carrière totaal | 43         | 11         | 1     | 0     | 0      | 0      | 44     | 11     |

Bijgewerkt op 11 mei 2025.